# Marquefave

Marquefave este o comună în departamentul Haute-Garonne din sudul Franței. În 2009 avea o populație de 1.023 de locuitori.

## Evoluția populației
| An        | 1975 | 1982 | 1990 | 1999 | 2006 | 2009  |
| --------- | ---- | ---- | ---- | ---- | ---- | ----- |
| Populație | 535  | 632  | 772  | 850  | 977  | 1.023 |